# Nezbudská Lúčka
Nezbudská Lúčka (em húngaro: Óváralja) é um município da Eslováquia, situado no distrito de Žilina, na região de Žilina. Tem 8,21 km² de área e sua população em 2018 foi estimada em 388 habitantes.

## Demografia
| Ano:        | 1994 | 2004   | 2014   | 2024   |
| ----------- | ---- | ------ | ------ | ------ |
| Broj ljudi: | 397  | 382    | 411    | 399    |
| Razlika:    |      | -3,77% | +7,59% | -2,91% |

| Ano:               | 2023 | 2024   |
| ------------------ | ---- | ------ |
| Número de pessoas: | 392  | 399    |
| Diferença:         |      | +1,78% |